# 1-й Сибирский армейский корпус
1-й Сибирский армейский корпус — общевойсковое соединение (корпус) русской армии. Сформирован в мае 1900 г. под командованием генерал-лейтенанта Н. П. Линевича.

## Состав
Входил в состав Приамурского военного округа. Состав на 18.07.1914:
- 1-я Сибирская стрелковая дивизия
  - 1-я бригада
    - Сибирский 1-й стрелковый полк
    - 2-й Сибирский стрелковый полк

  - 2-я бригада
    - 3-й Сибирский стрелковый полк
    - 4-й Сибирский стрелковый полк

  - 1-я Сибирская стрелковая артиллерийская бригада
- 2-я Сибирская стрелковая дивизия
  - 1-я бригада
    - 5-й Сибирский стрелковый полк
    - 6-й Сибирский стрелковый полк

  - 2-я бригада
    - 7-й Сибирский стрелковый полк
    - 8-й Сибирский стрелковый полк

  - 2-я Сибирская стрелковая артиллерийская бригада
- Уссурийская конная бригада
  - Приморский драгунский полк
  - 1-й Нерчинский казачий полк
  - 1-й Амурский казачий полк
  - Уссурийский казачий дивизион
- 1-й Сибирский мортирно-артиллерийский дивизион
- 2-й Сибирский тяжёлый артиллерийский дивизион
- 1-й Сибирский сапёрный батальон
- 1-й Сибирский понтонный батальон
- 1-я Сибирская искровая рота
- Сибирская воздухоплавательная рота

## Боевые действия в Первой мировой войне
В августе—сентябре 1914 года корпус входил в состав 10-й армии, в сентябре — октябре 1914 года — в состав 2-й армии, в октябре — ноябре 1914 года — в состав 5-й армии, в декабре 1914 года — июле 1915 года — в состав 1-й армии и действовал на Северо-Западном фронте . 
С августа 1915 года корпус действовал на Западном фронте, в августе— сентябре 1915 года он входил в состав 10-й армии, в сентябре 1915 года — феврале 1916 года — в состав 1-й армии, в феврале — июле 1916 года — в состав 2-й армии, в июле 1916 года — августе 1917 года — в состав Особой армии, в августе 1917 года — в состав 3-й армии, в августе декабре 1917 года — в состав 10-й армии.
Корпус отличился под Варшавой и под Лодзью в 1914 году, под Праснышемв 1915 году. Действовал в Нарочской операции в марте 1916 г.

## Командиры
- 31.07.1900 — 02.10.1903 — генерал-лейтенант Линевич, Николай Петрович
- 23.11.1903 — 05.04.1904 — генерал-лейтенант Сахаров, Владимир Викторович
- 05.04.1904 — 17.03.1905 — генерал-лейтенант барон фон Штакельберг, Георгий Карлович
- 23.05.1905 — 07.06.1910 — генерал-лейтенант Гернгросс, Александр Алексеевич
- 07.06.1910 — 11.04.1911 — генерал-лейтенант Шкинский, Яков Фёдорович
- 26.04.1911 — 11.05.1912 — генерал-лейтенант Нищенков, Аркадий Никанорович
- 11.05.1912 — после 10.07.1916 — генерал-лейтенант (с 14.04.1913 — генерал от кавалерии) Плешков, Михаил Михайлович (старший)
- 03.07.1917 — 1918 — генерал-лейтенант Искрицкий, Евгений Андреевич

## Начальники штаба
- 1906—26.05.1911 — генерал-майор Зарубин, Николай Александрович